# Efimnio
Con il termine efimnio (in greco antico: ἐφύμνιον?, ephýmnion, "ciò che si canta dopo l'inno") si indicano quei composti strofici che fungono da ritornello, presenti nella letteratura latina e nella letteratura greca; ad esempio αἴλινον αἴλινον εἰπέ, τὸ δ᾽ εὖ νικάτω.

## Descrizione
Mentre l'efimnio comporta la ripetizione degli stessi esatti termini, si parla invece di "efimnio ritmico" quando è ripetuta la sequenza metrica, cambiando, però le parole.
Nel mondo romano si ricordano gli efimni dei canti arvali, nel mondo bizantino gli efimni del canto Acatistos.